# Ecualizador

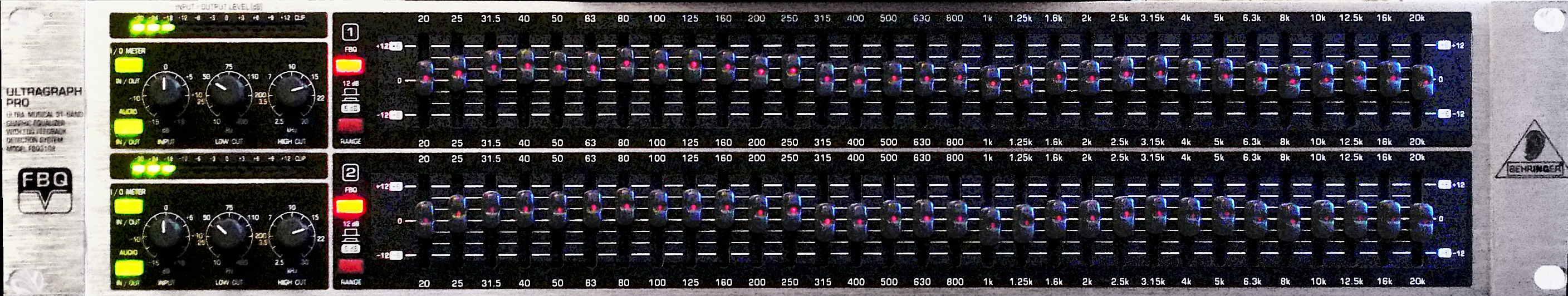
Tabla de ecualizador para grabaciones

Un ecualizador  es un dispositivo que modifica el nivel del contenido en frecuencias de la señal que procesa. Para ello modifica las amplitudes de sus coeficientes de Fourier, lo que se traduce en diferentes niveles para cada frecuencia. Con esto se puede variar de forma independiente la intensidad de los tonos básicos.
Ciertos modelos de ecualizadores gráficos actúan sobre la fase de las señales que procesan, en lugar de actuar sobre la amplitud.

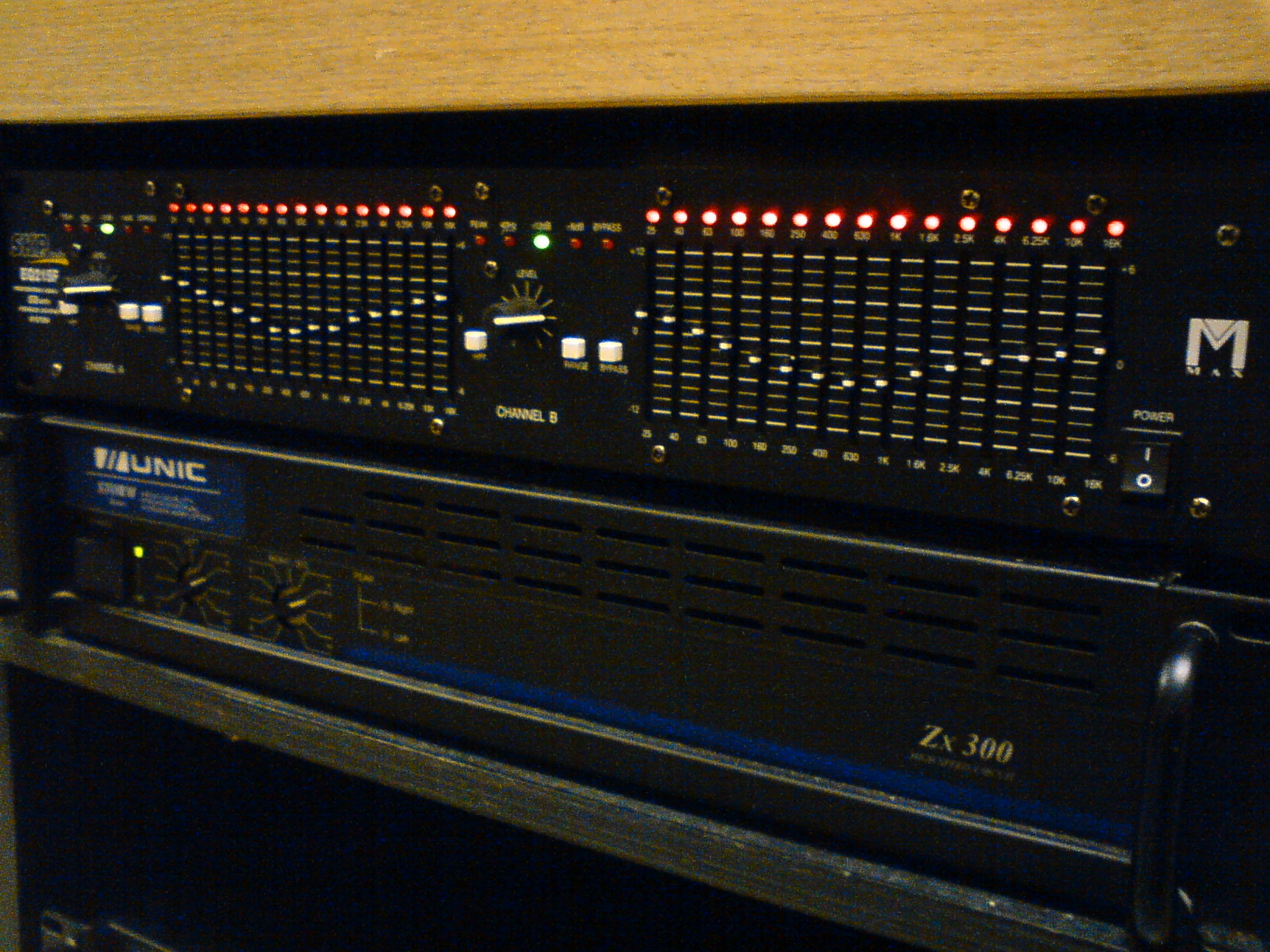
Foto de un ecualizador avanzado

De un modo doméstico generalmente se usa para reforzar ciertas bandas de frecuencias, ya sea para compensar la respuesta del equipo de audio (amplificador + altavoces) o para ajustar el resultado a gustos personales. 
Los hay analógicos y digitales, activos o pasivos, paramétricos, gráficos y paragráficos.
Los ecualizadores profesionales suelen tener, al menos, 10 bandas. Las normas ISO establecen que las bandas de frecuencia han de ser, al menos, 31, 63, 125, 250, 500, 1000, 2000, 4000, 8000 y 16 000 Hercios.
Estas bandas de frecuencias básicas son controladas por un fader (u otro potenciómetro o control alternativo) que puede atenuar o introducir ganancia hasta en 12 dB, o aún más. Para evitar distorsión por saturación ("clipping"), cada fader cuenta con un diodo LED, que se enciende justo antes de que se recorte la señal.